# Hisaya Morishige

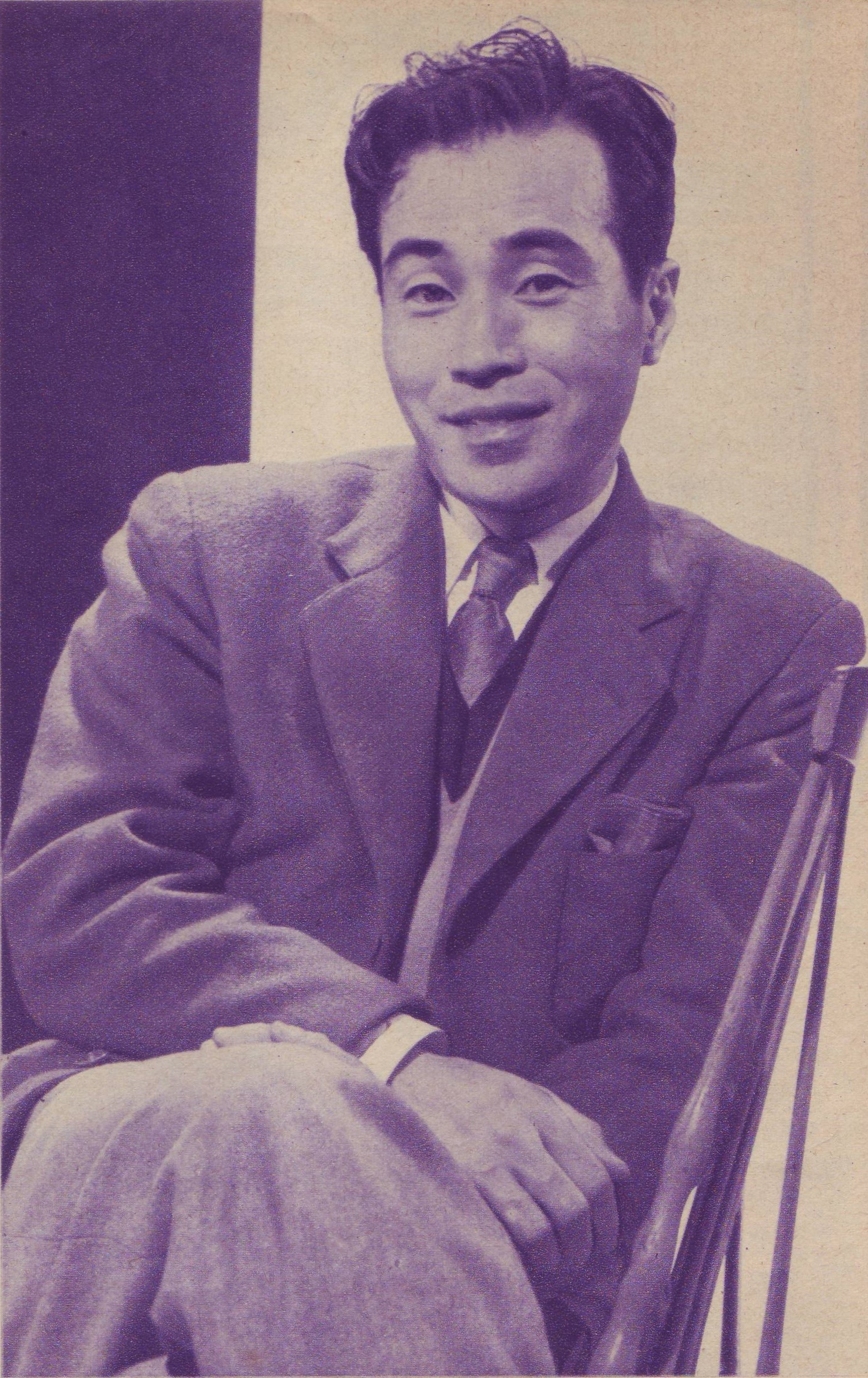
Morishige, 1954

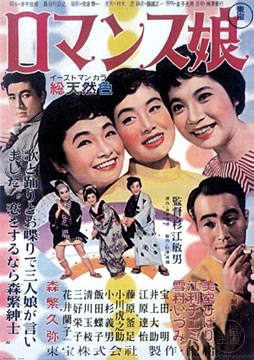
Filmplakat

Hisaya Morishige (japanisch 森繁 久彌; geboren 4. Mai 1913 in Hirakata (Präfektur Osaka); gestorben 10. November 2009) war ein japanischer Komödiant, Sänger und Filmschauspieler.

## Leben und Werk
Hisaya Morishige besuchte die Waseda-Universität. Zu Beginn seiner Karriere trat er auf der Bühne, im Varieté und im Radio auf. In Filmen spielte er oft den unzuverlässigen Frauenheld. In der Bühnenversion des Musicals „Der Fiedler auf dem Dach“ spielt er 900-mal den Fiedler. Morishige war auch ein populärer Sänger mit seinem „Morishige-Sound“.
Morishige wurde 1956 in der Kategorie „Bester Hauptdarsteller“ mit dem Blue Ribbon Award ausgezeichnet. 1975 folgte die Auszeichnung mit dem Kikuchi-Kan-Preis. 1984 wurde er als Person mit besonderen kulturellen Verdiensten geehrt, 1991 wurde er mit dem Kulturorden ausgezeichnet. Er leitete als „Bürgermeister“ über 30 Jahre lang von 1971 bis 2004 das Freilichtmuseum Meiji Mura.

## Filme (Auswahl)
- 1950 „Ängstlicher Schwertkämpfer“ (腰抜け二刀流, Koshinuke nitōryū)
- 1952 „Drittklassige Führungskraft“ (三等重役, Santō jūyaku)
- 1956 bis 1971 Serie „Chef“ (社長, Shachō)
- 1955 „Ehepaar, gut gemacht!“(夫婦善哉, Meoto zenzai)
- 1956 „Die Katze, Shōzō und zwei Frauen“ (猫と庄造と二人のをんな, Neko to Shōzō to futari no onna)
- 1958 „Gasthof vor dem Bahnhof“ (駅前旅館, Ekimae ryokan), das sich zur Ekimae-Serie (1959 bis 1969) entwickelte